# Iridomyrmex

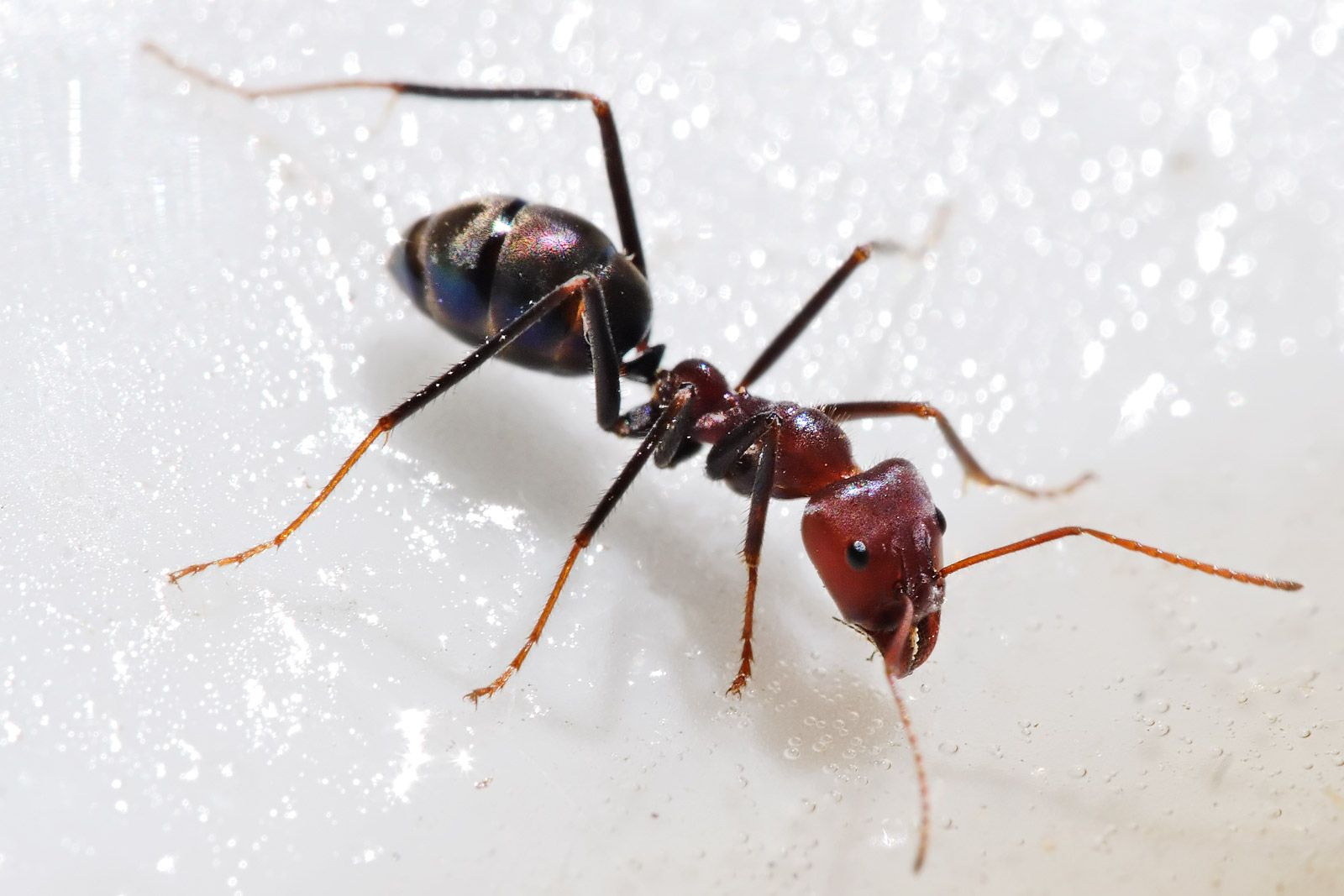
Мясной муравей Iridomyrmex purpureus

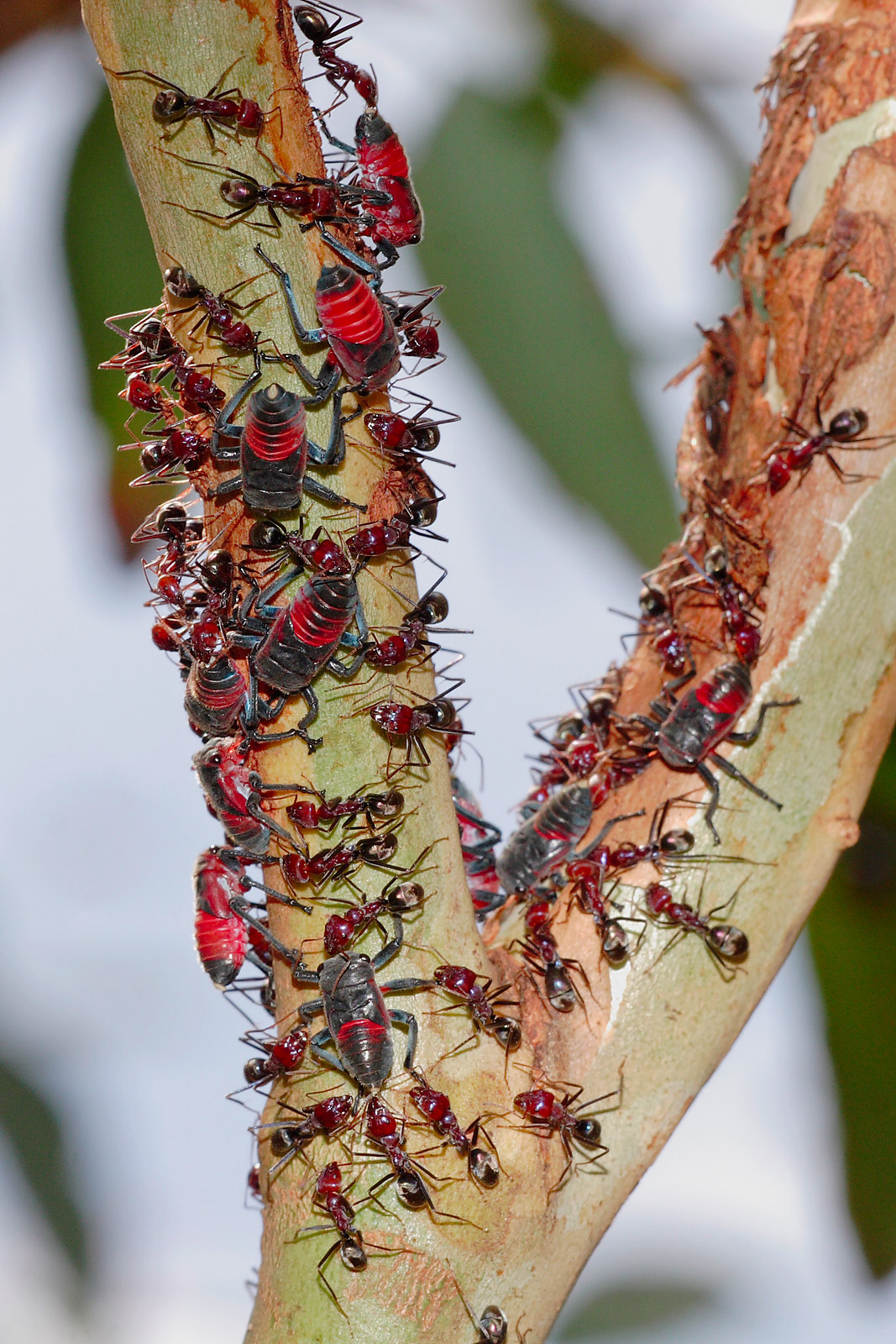
Муравьи собирают медвяную падь в виде сладких выделений сосущих растительные соки равнокрылых насекомых из семейства

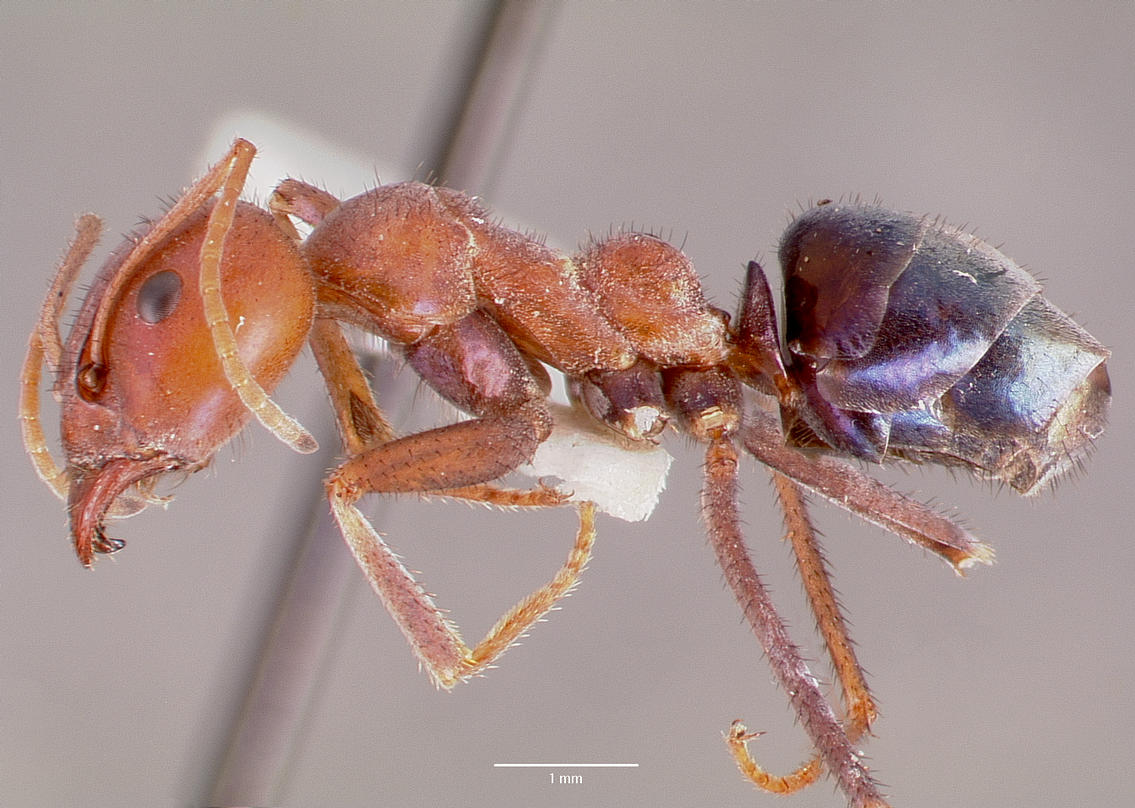
Iridomyrmex purpureus

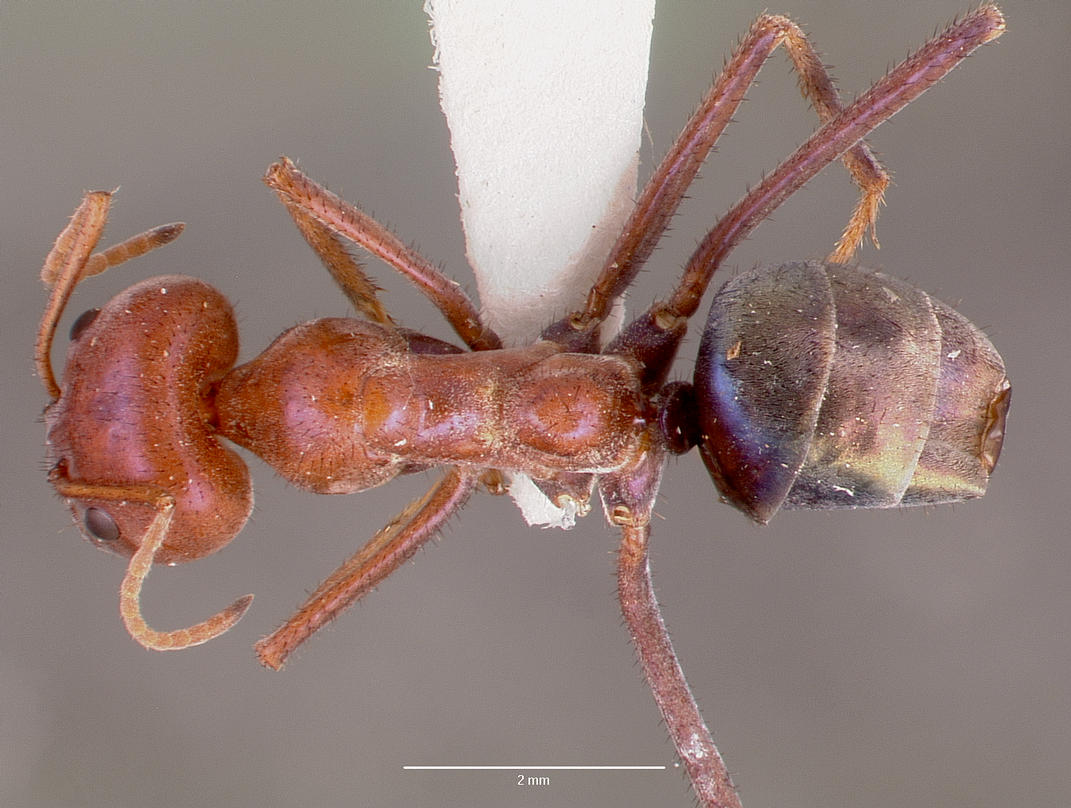
Iridomyrmex purpureus

Iridomyrmex (лат.) — род муравьёв подсемейства долиходерины (Dolichoderinae). Австралия (большинство видов), Новая Зеландия, Океания, юго-восточная Азия. Более 100 видов.

## Описание
Мелкие земляные муравьи желтовато-красного, коричнево-чёрного цвета. Усики самок и рабочих 12-члениковые (у самцов антенны состоят из 13 сегментов). Жвалы рабочих с 8—15 зубцами. Нижнечелюстные щупики 6-члениковые, нижнегубные щупики состоят из 4 сегментов. Голени средних и задних ног с одной апикальной шпорой.
Стебелёк между грудкой и брюшком состоит из одного сегмента (петиоль). Образуют колонии до 300 тыс. особей. Семьи мясных муравьёв (Iridomyrmex purpureus) часто занимают большие площади с множеством отдельных муравейников, соединенных между собой дорогами. В некоторых случаях эти «супермуравейники» могут растягиваться до 650 метров. Диплоидный набор хромосом 2n=18 (гаплоидный n=9).

### Строение головы

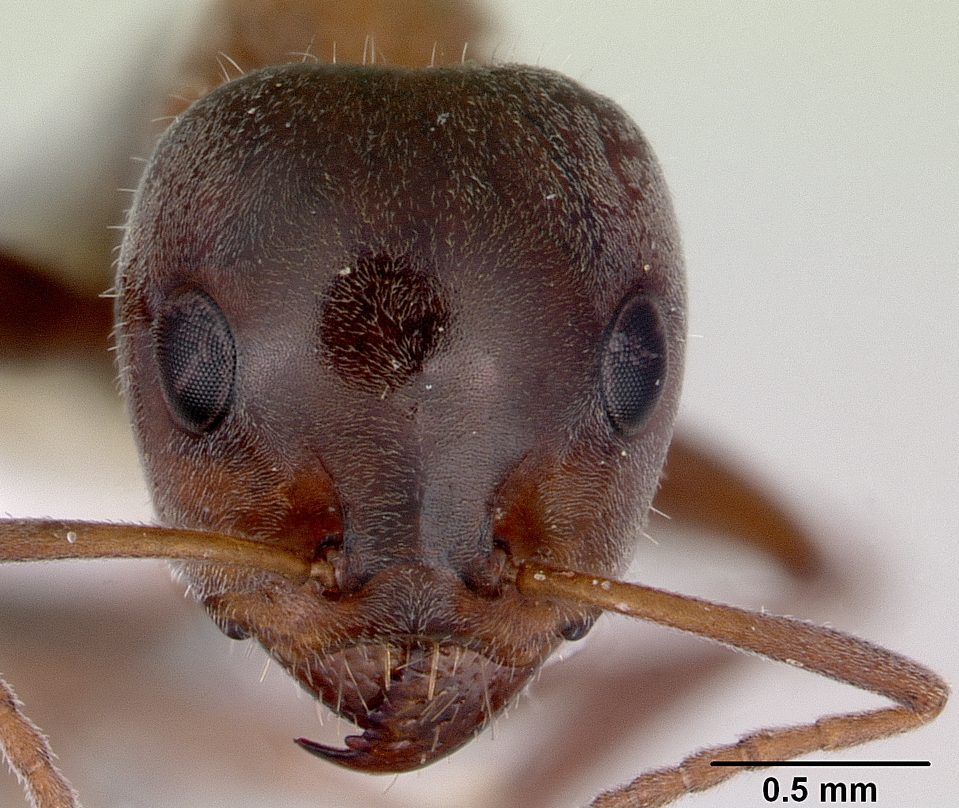
Iridomyrmex anderseni
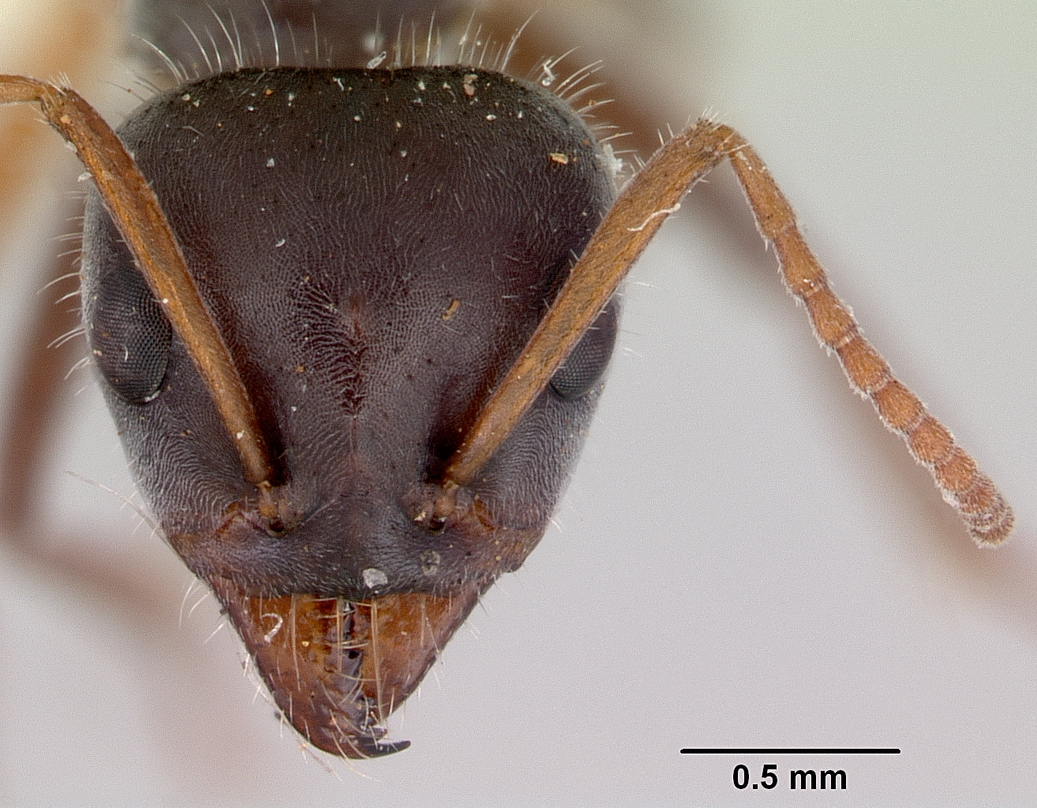
Iridomyrmex anteroinclinus
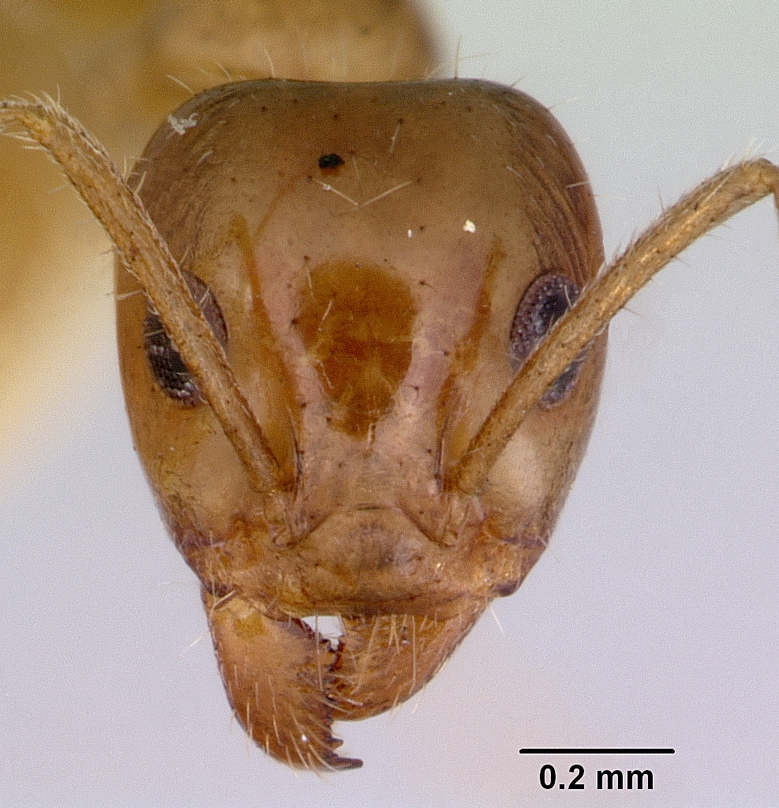
Iridomyrmex argutus
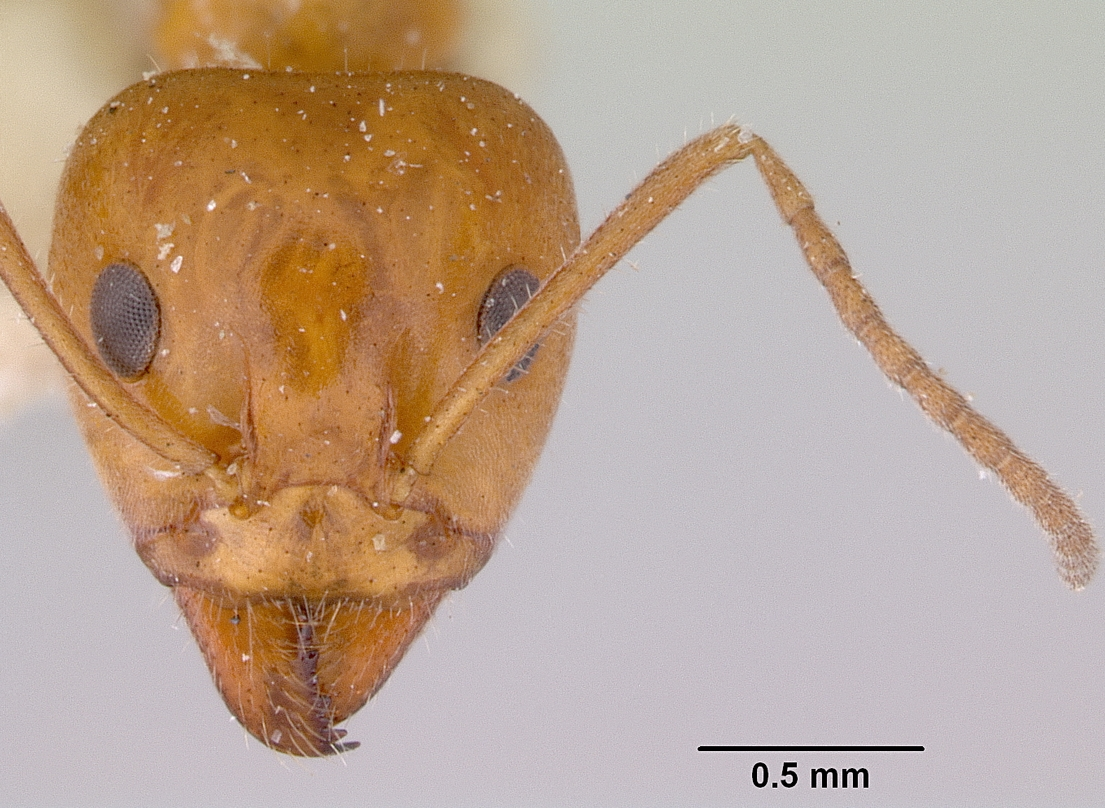
Iridomyrmex exilior
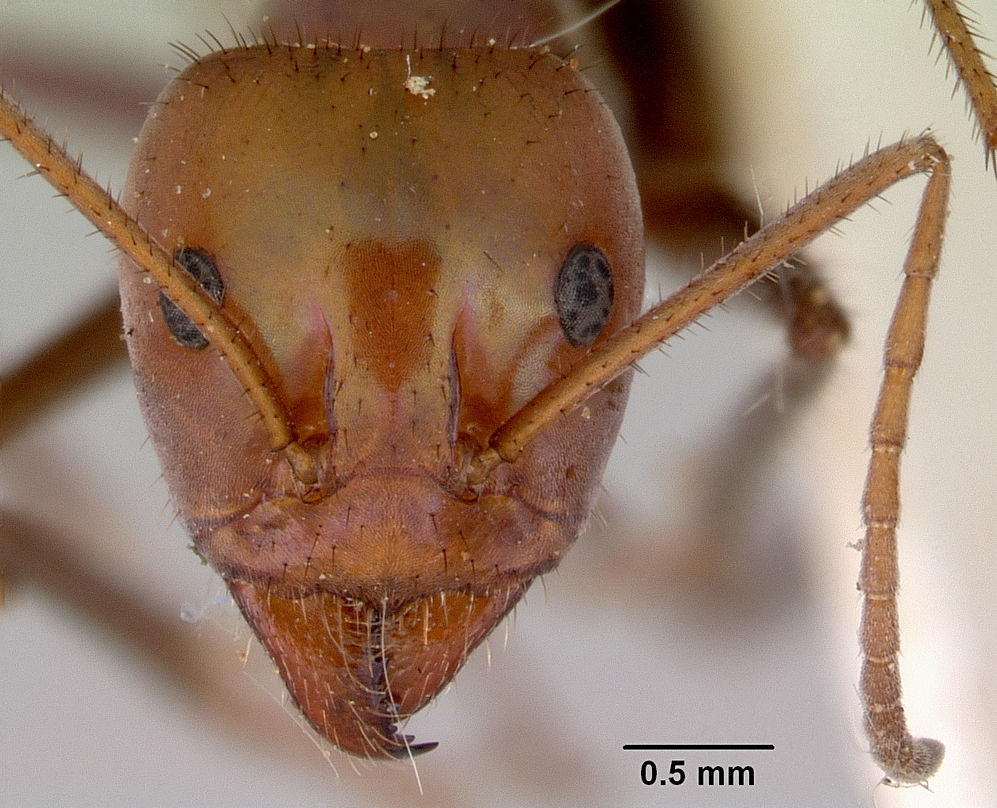
Iridomyrmex galbanus
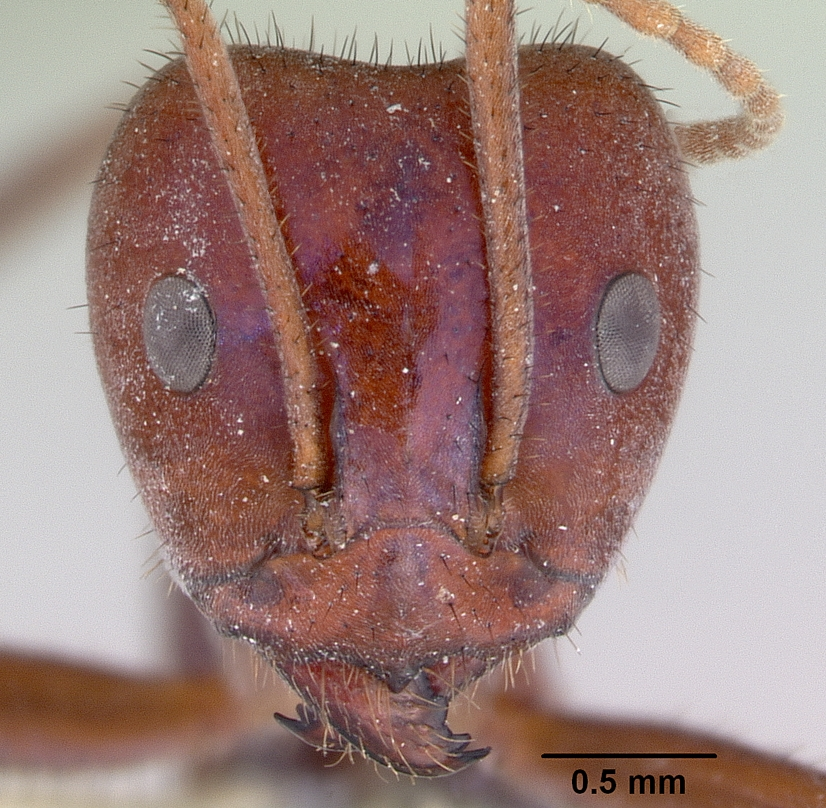
Iridomyrmex greensladei
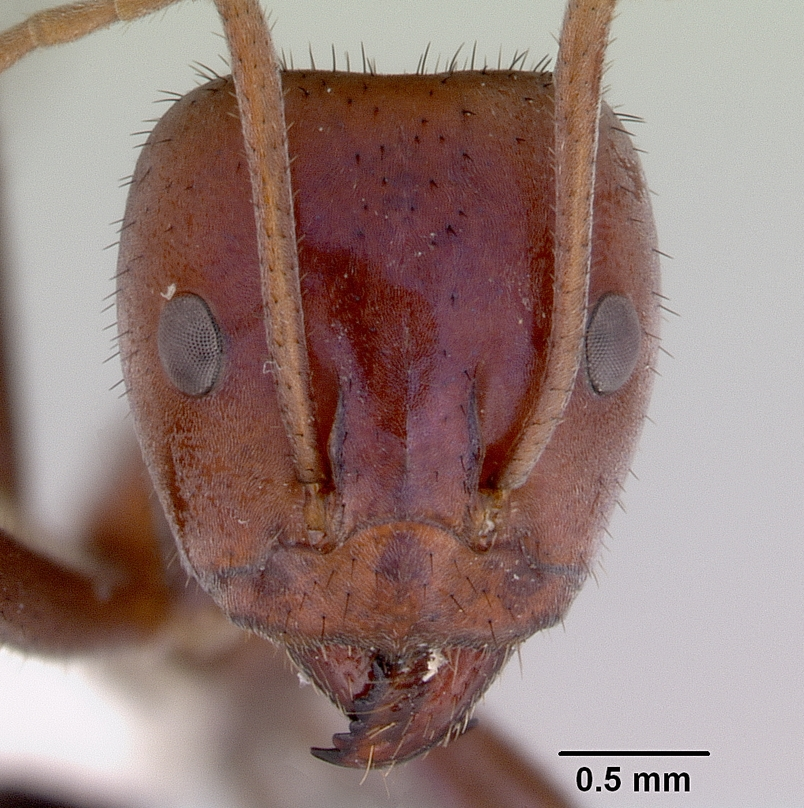
Iridomyrmex reburrus
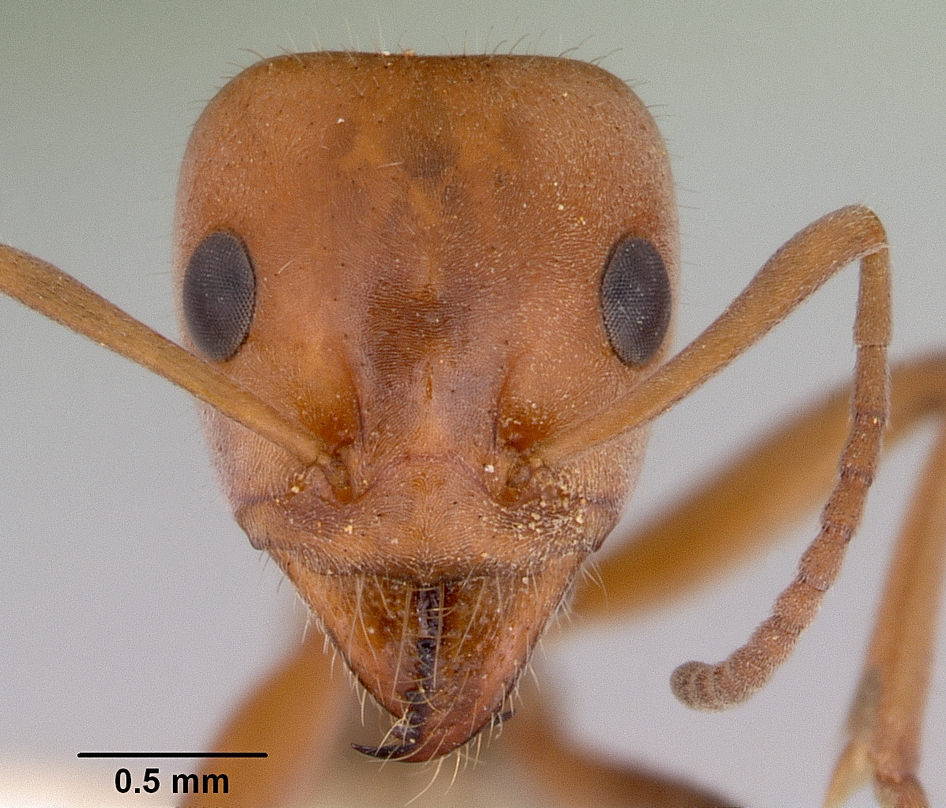
Iridomyrmex rufoinclinus
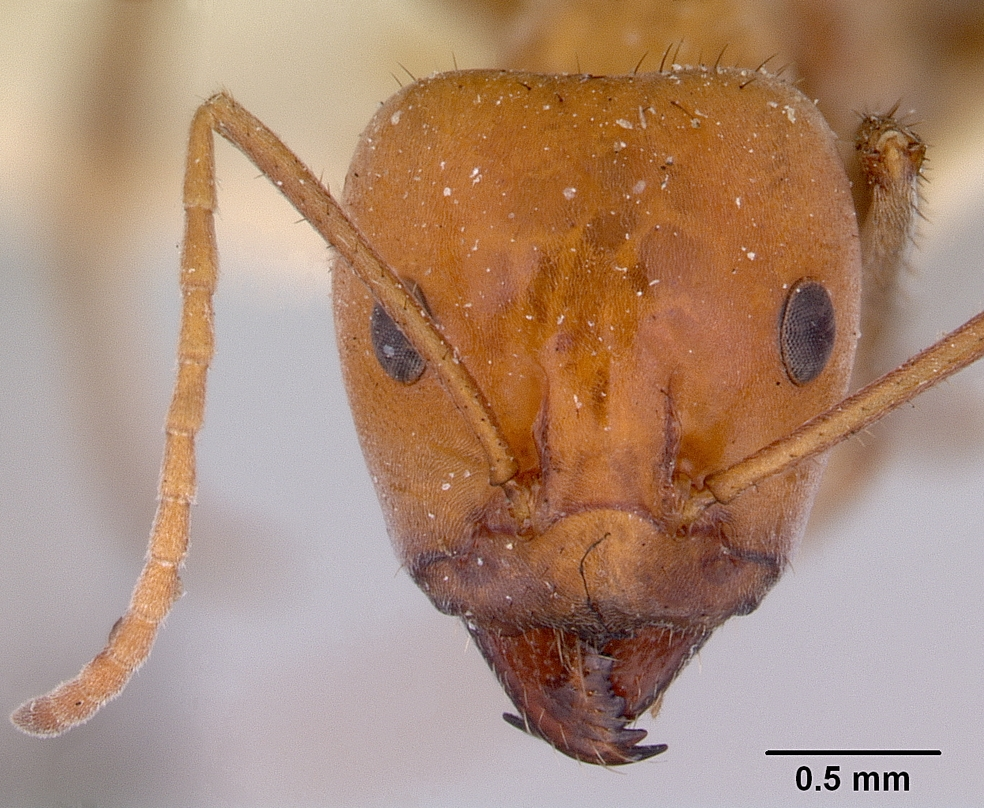
Iridomyrmex sanguineus
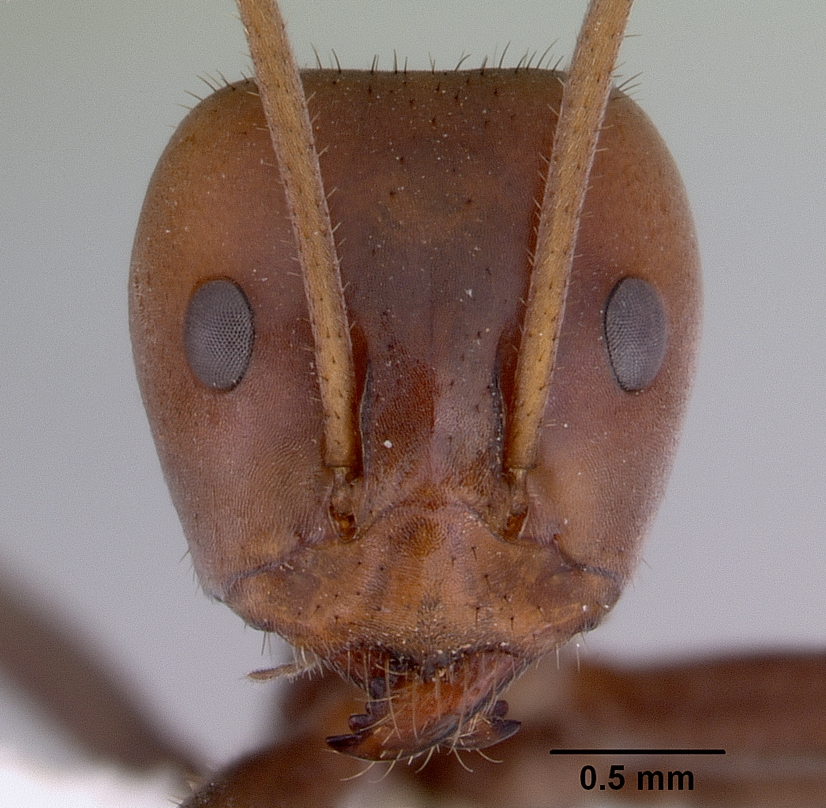
Iridomyrmex spadius

## Систематика
Более 100 видов. Часть из примерно 150 видов, ранее относимых к Iridomyrmex теперь включены в роды Anonychomyrma, Doleromymra, Linepithema, Ochetellus, Papyrius и Philidris. Род включают в трибу Bothriomyrmecini.

### A — B
adstringatus Heterick & Shattuck, 2011 (Австралия)

agilis Forel, 1907 (Австралия)

alpinus Heterick & Shattuck, 2011 (Австралия)

anceps (Roger, 1863) (Австралия, Бангладеш, Борнео, Китай, Фиджи, Индия, Индонезия, Кракатау, Малайзия, Маршалловы Острова, Микронезия, Мьянма, Новая Каледония, Новая Гвинея, Палау, Филиппины, Соломоновы Острова, Тайвань, Таиланд, Токелау, ОАЭ, Вьетнам)

• Iridomyrmex excisus Mayr, 1867

• Prenolepis discoidalis Donisthorpe, 1947

• Iridomyrmex bicknelli formosae Forel, 1912

• Iridomyrmex anceps ignobilis Mann, 1921

• Iridomyrmex meinerti Forel, 1901

• Iridomyrmex rufoniger metallescens Emery, 1893

• Iridomyrmex gracilis papuana Emery, 1897

• Iridomyrmex anceps sikkimensis Forel, 1904

• Iridomyrmex anceps watsonii Forel, 1895

anderseni Shattuck, 1993 (Австралия)

angusticeps Forel, 1901 (Австралия, Новая Гвинея, Philippines)

anteroinclinus Shattuck, 1993 (Австралия)

atypicus Heterick & Shattuck, 2011 (Австралия)

azureus Viehmeyer, 1914 (Австралия)

bicknelli Emery, 1898 (Австралия, Новая Гвинея)

• Formica gracilis Lowne, 1865

• Iridomyrmex bicknelli splendidus Forel, 1902

bicknelli luteus Forel, 1915 (Австралия)

bigi Shattuck, 1993 (Австралия)

• Iridomyrmex variscapus Shattuck, 1993

brennani Heterick & Shattuck, 2011 (Австралия)

brunneus Forel, 1902 (Австралия)

• Iridomyrmex gracilis fusciventris Forel, 1913

### C — D
calvus Emery, 1914 (Австралия, Новая Гвинея, Norfolk Island)

• Iridomyrmex albitarsus Wheeler, W.M., 1927

• Iridomyrmex notialis Shattuck, 1993

cappoinclinus Shattuck, 1993 (Австралия)

cephaloinclinus Shattuck, 1993 (Австралия)

chasei Forel, 1902 (Австралия)

• Iridomyrmex chasei concolor Forel, 1902

• Iridomyrmex chasei yalgooensis Forel, 1907

coeruleus Heterick & Shattuck, 2011 (Австралия, Новая Гвинея)

conifer Forel, 1902 (Австралия)

continentis Forel, 1907 (Австралия)

cuneiceps Heterick & Shattuck, 2011 (Австралия)

cupreus Heterick & Shattuck, 2011 (Австралия)

curvifrons Heterick & Shattuck, 2011 (Австралия)

cyaneus Wheeler, W.M., 1915 (Австралия)

difficilis Heterick & Shattuck, 2011 (Австралия)

discors Forel, 1902 (Австралия)

• Iridomyrmex discors aeneogaster Wheeler, W.M., 1915

• Iridomyrmex discors occipitalis Forel, 1907

dromus Clark, 1938 (Австралия)

### E — L
elongatus Heterick & Shattuck, 2011 (Австралия)

exsanguis Forel, 1907 (Австралия)

fulgens Heterick & Shattuck, 2011 (Австралия)

galbanus Shattuck, 1993 (Австралия)

gibbus Heterick & Shattuck, 2011 (Австралия)

gumnos Heterick & Shattuck, 2011 (Австралия)

hartmeyeri Forel, 1907 (Австралия)

hertogi Heterick & Shattuck, 2011 (Австралия)

hesperus Shattuck, 1993 (Австралия)

infuscus Heterick & Shattuck, 2011 (Австралия)

innocens Forel, 1907 (Australia)

• Iridomyrmex argutus Shattuck, 1993

• Iridomyrmex occiduus Shattuck, 1993

lividus Shattuck, 1993 (Австралия)

longisoma Heterick & Shattuck, 2011 (Австралия)

luteoclypeatus Heterick & Shattuck, 2011 (Австралия)

### M — O
macrops Heterick & Shattuck, 2011 (Австралия)

mattiroloi Emery, 1898 (Австралия)

mayri Forel, 1915 (Австралия)

meridianus Heterick & Shattuck, 2011 (Австралия)

minor Forel, 1915 (Австралия)

mirabilis Heterick & Shattuck, 2011 (Австралия)

mjobergi Forel, 1915 (Австралия, Новая Гвинея)

neocaledonica Heterick & Shattuck, 2011 (Новая Каледония)

niger Heterick & Shattuck, 2011 (Австралия)

nudipes Heterick & Shattuck, 2011 (Австралия)

obscurior Forel, 1902 (Австралия)

obsidianus Emery, 1914 (Новая Каледония)

omalonotus Heterick & Shattuck, 2011 (Австралия)

### P — S
pallidus Forel, 1901 (Австралия, Новая Гвинея, Solomon Islands)

• Iridomyrmex rufoniger incertus Forel, 1902

• Iridomyrmex wingi Donisthorpe, 1949

phillipensis Heterick & Shattuck, 2011 (Австралия)

prismatis Shattuck, 1993 (Австралия)

purpureus (Smith, F., 1858) (Австралия)

• Liometopum aeneum Mayr, 1862

• Iridomyrmex detectus castrae Viehmeyer, 1925

• Formica detecta Smith, F., 1858

• Iridomyrmex greensladei Shattuck, 1993

• Camponotus horni Kirby, 1896

• Formica smithii Lowne, 1865

reburrus Shattuck, 1993 (Австралия)

roseatus Heterick & Shattuck, 2011 (Австралия)

rubriceps Forel, 1902 (Австралия)

rufoinclinus Shattuck, 1993 (Австралия)

rufoniger (Lowne, 1865) (Австралия, Новая Зеландия, Solomon Islands)

• Iridomyrmex rufoniger domesticus Forel, 1907

• Acantholepis mamillatus Lowne, 1865

• Iridomyrmex rufoniger septentrionalis Forel, 1902

sanguineus Forel, 1910 (Австралия)

setoconus Shattuck & McMillan, 1998 (Австралия)

spadius Shattuck, 1993 (Австралия)

splendens Forel, 1907 (Австралия)

• Iridomyrmex vicina Clark, 1934

spodipilus Shattuck, 1993 (Австралия)

spurcus Wheeler, W.M., 1915 (Австралия)

suchieri Forel, 1907 (Австралия, Новая Зеландия)

• Iridomyrmex obscurus Crawley, 1921

suchieroides Heterick & Shattuck, 2011 (Австралия)

### T — X
tenebrans Heterick & Shattuck, 2011 (Австралия)

tenuiceps Heterick & Shattuck, 2011 (Австралия)

trigonoceps Heterick & Shattuck, 2011 (Австралия)

turbineus Shattuck & McMillan, 1998 (Австралия)

victorianus Forel, 1902 (Австралия)

• Iridomyrmex emeryi Crawley, 1918

• Iridomyrmex mattiroloi parcens Forel, 1907

viridiaeneus Viehmeyer, 1914 (Австралия)

viridigaster Clark, 1941 (Австралия)

• Iridomyrmex mimulus Shattuck, 1993

xanthocoxa Heterick & Shattuck, 2011 (Австралия)

## Палеонтология
Известно 5 ископаемых видов Iridomyrmex из эоцена (60-35 млн лет) и олигоцена (35-25 млн лет).
- breviantennis Théobald, 1937 (Франция, олигоцен)
- florissantius Carpenter, 1930 (США)
- mapesi Wilson, 1985 (США)
- obscurans Carpenter, 1930 (США)
- shandongicus Zhang, 1989 (Китай, миоцен)